# Mimasaka (Okayama)

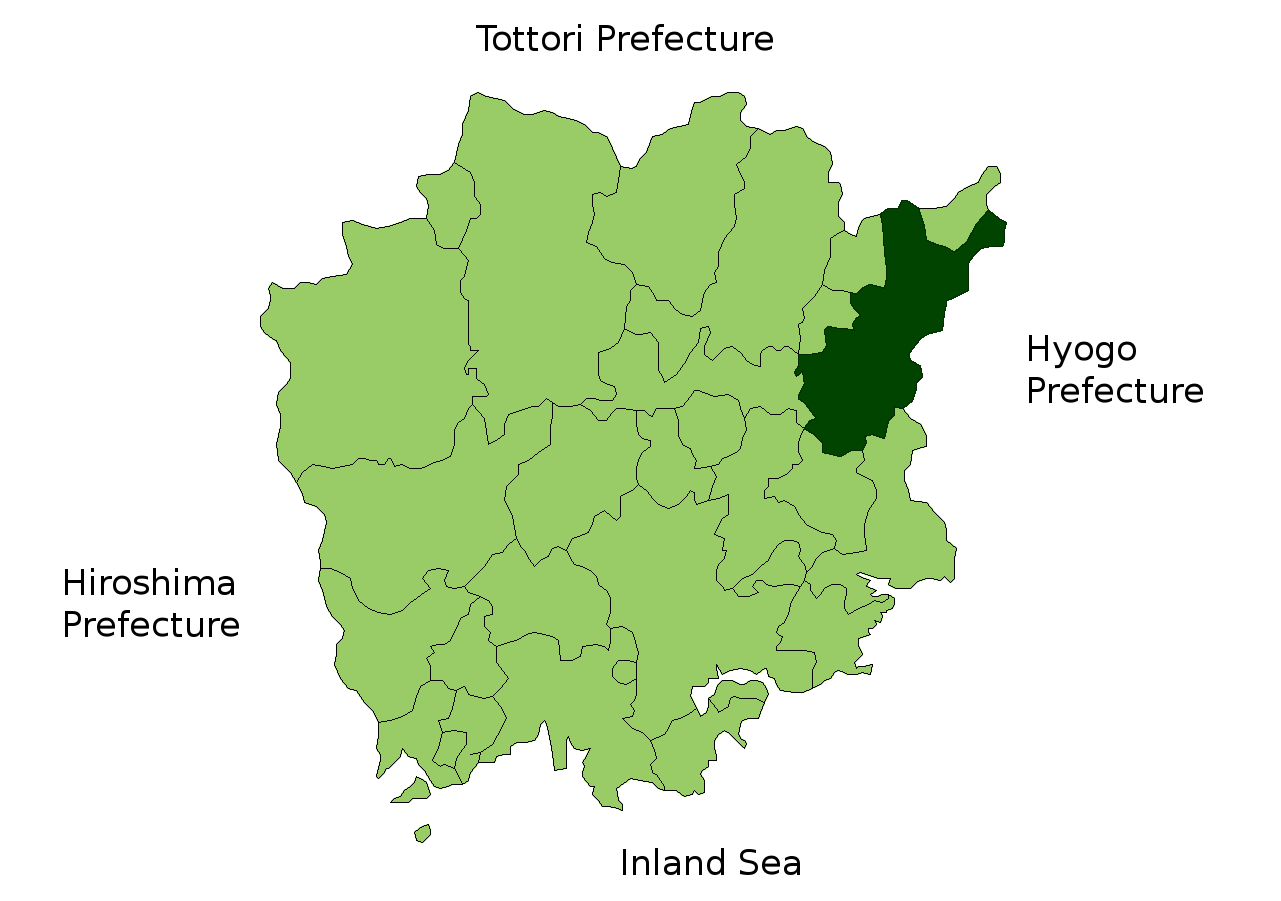
Mapa mostrando a localização de Mimasaka na província de Okayama (em 2006).

Mimasaka (美作市; -shi) é um Município do Japão localizado na Província de Okayama, Japão. É resultado de conurbação de vilas em torno de uma cidade do mesmo nome. A união aconteceu em 31 de Março de 2005. Katsuta, Ohara, Sakuto, Aida e Higashiawakura aderiram a Mimasaka.
Em 2004 a população era de 34.338 pessoas. A área é de 429.19 km².

## História
Antes da junção, a vila era parte do distrito de Aida. Em 2003, a vila tinha uma população estimada em 12.862 de habitantes e uma densidade populacional de 147.89 pessoas por km².  A área total era de 86.97 km². O nome da cidade é uma referência à antiga Província de Mimasaka, que existiu na região equivalente à prefeitura de Okayama até o período Meiji.

## Relações Internacionais
Geminação de Ōhara-chō no Japão e Gleizé na França com a aprovação do prefeito de Mimasaka, Seiji Hagiwara.